# الدوري الأمريكي لكرة السلة للمحترفين 1998–99
الدوري الأمريكي لكرة السلة للمحترفين 1998–99 (بالإنجليزية: 1998–99 NBA season)‏ هو موسم من إن بي أي. أقيم خلال الفترة 5 فبراير 1999 وحتى 25 يونيو 1999، وأشرف على تنظيمه إن بي أي، وكان عدد الأندية المشاركة فيه 29، وفاز فيه سان أنطونيو سبرز.